# 88. pehotni polk (Avstro-Ogrska)
Za druge 88. polke glejte 88. polk.
88. pehotni polk (izvirno nemško Infanterie-Regiment Nr. 88; dobesedno slovensko: Pehotni polk št. 88) je bil pehotni polk k.u.k. Heera.

## Poimenovanje
- Böhmisches Infanterie Regiment Nr. 88
- Infanterie Regiment Nr. 88 (1915 - 1918)

## Zgodovina
Polk je bil ustanovljen leta 1883. 

### Prva svetovna vojna
Polkovna narodnostna sestava leta 1914 je bila sledeča: 72% Čehov, 26% Nemcev in 2% drugih. Naborni okraj polka je bil v Beraunu, pri čemer so bile polkovne enote garnizirane sledeče: Budweis (štab, II. in III. bataljon), Neuhaus (I. bataljon) in Beraun (IV. bataljon).
V sklopu t. i. Conradovih reform leta 1918 (od junija naprej) je bilo znižano število polkovnih bataljonov na 3.

## Organizacija
1918 (po reformi)
- 1. bataljon
- 2. bataljon
- 4. bataljon

## Poveljniki polka
- 1908: Johann Diviš[5]
- 1914: Heinrich Bolzano von Kronstätt[1]